# ژو تائو (بازیکن فوتبال)
ژو تائو (انگلیسی: Zhu Tao؛ زادهٔ ۲۰ نوامبر ۱۹۷۴) بازیکن فوتبال اهل چین است.
وی همچنین در تیم ملی فوتبال زنان چین بازی کرده‌است.